# Детмолд
 Тази статия е за града в Германия.  За региона вижте Детмолд (регион).  
Детмолд (на немски: Detmold, Deppelt) е град в Северен Рейн-Вестфалия, Германия, със 74 817 жители (2015).
Намира се на ок. 100 km югозападно от Хановер и 30 km източно от Билефелд.
От 1468 до 1918 г. е град-резиденция на династията на господарите, графовете и князете цур Липе, от 1789 до 1918 г. столица на Княжество Липе, след това от 1918 до 1947 г. столица на Свободната държава Липе.
Детмолд е споменат за пръв път през 783 г. като Theotmalli.